# Berthold
Berthold és una població dels Estats Units a l'estat de Dakota del Nord. Segons el cens del 2000 tenia 466 habitants.

## Demografia
Segons el cens del 2000, Berthold tenia 466 habitants, 170 habitatges, i 131 famílies. La densitat de població era de 473,5 hab./km².
Dels 170 habitatges en un 40,6% hi vivien nens de menys de 18 anys, en un 69,4% hi vivien parelles casades, en un 5,3% dones solteres, i en un 22,9% no eren unitats familiars. En el 21,8% dels habitatges hi vivien persones soles el 14,1% de les quals corresponia a persones de 65 anys o més que vivien soles. El nombre mitjà de persones vivint en cada habitatge era de 2,74 i el nombre mitjà de persones que vivien en cada família era de 3,21.
Per edats la població es repartia de la següent manera: un 31,8% tenia menys de 18 anys, un 4,5% entre 18 i 24, un 32% entre 25 i 44, un 16,5% de 45 a 60 i un 15,2% 65 anys o més.
L'edat mediana era de 34 anys. Per cada 100 dones de 18 o més anys hi havia 101,3 homes.
La renda mediana per habitatge era de 35.000 $ i la renda mediana per família de 43.500 $. Els homes tenien una renda mediana de 28.250 $ mentre que les dones 20.000 $. La renda per capita de la població era de 17.683 $. Entorn del 5,6% de les famílies i el 6,6% de la població estaven per davall del llindar de pobresa.

## Poblacions més properes
El següent diagrama mostra les poblacions més properes.